# St. Katharina (Mähring)

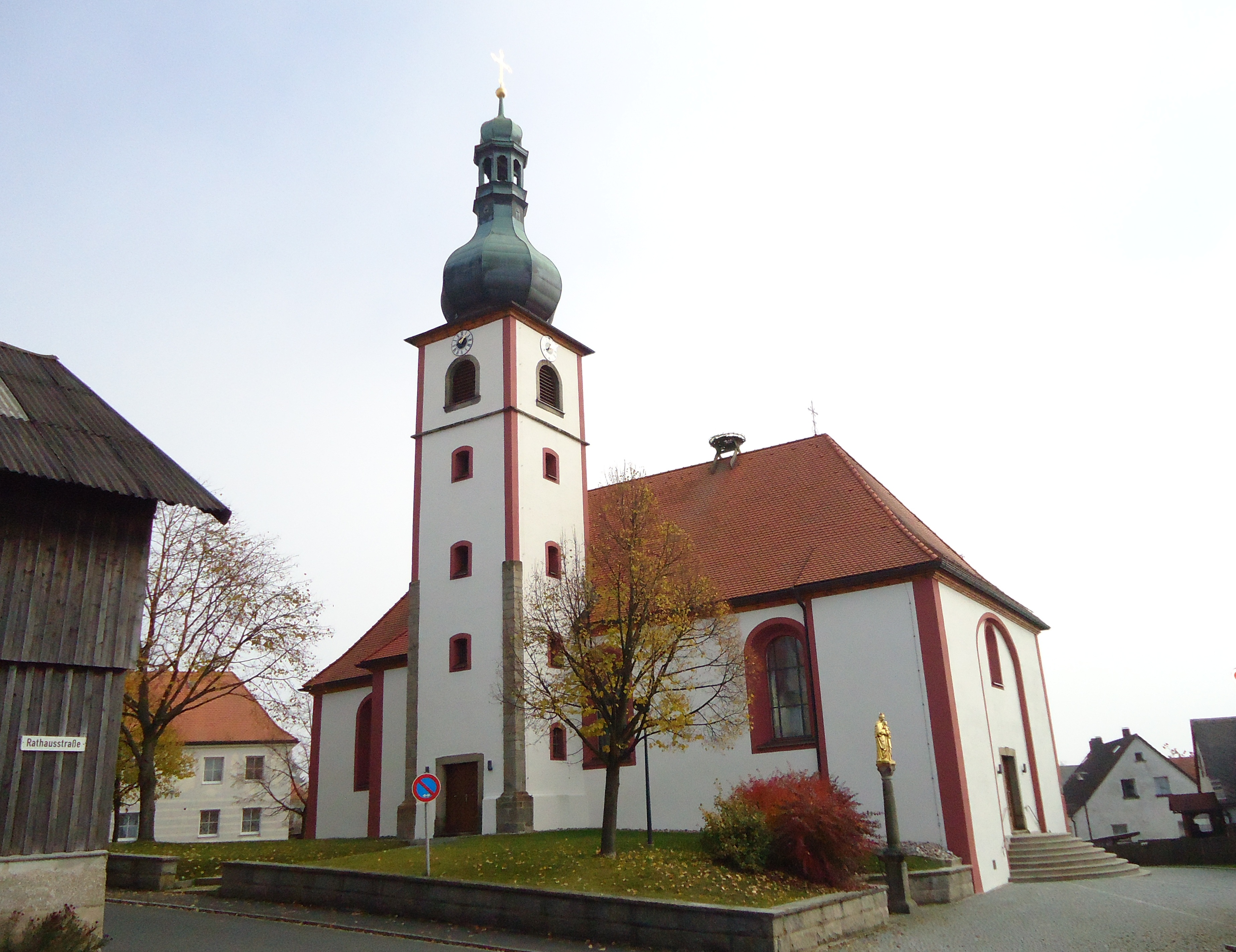
Die Pfarrkirche St. Katharina in Mähring

Die Kirche Pfarrkirche St. Katharina ist die römisch-katholische Pfarrkirche von Mähring in der nördlichen Oberpfalz im Bistum Regensburg.

## Baugeschichte
Ein Vorgängerbau der Kirche, der dem Kloster Waldsassen angeschlossen war, bestand bereits im 14. Jahrhundert. Errichtet wurde das der Heiligen Katharina geweihte Bauwerk im Jahr 1771 durch den Bärnauer Maurermeister Thomas Mühlmayer. Der Kirchturm stammt bereits aus dem Jahr 1660. Im Juni 2012 wurde eine neunjährige Innen- und Außenrenovierung abgeschlossen. Die Kirche ist ein eingetragenes Baudenkmal.

## Beschreibung
Das einschiffige Kirchengebäude ist eine barocke Saalkirche, deren Altarraum aus der Zeit der Spätgotik stammt. Das Langhaus  über einer Gliederung aus Pilastern und der eingezogene Chorraum tragen flache Tonnengewölbe mit Stichkappen.
Die Langhausdeckenfresken Geburt Christi, Auferstehung, Pfingsten (datiert und signiert) und monochrome Apostelmedaillons schuf 1953 der Kunstmaler des Neubarock Josef Wittmann, ebenso das Chorfresko Katharina von Engeln zum Sinai erhoben. Die Entwürfe der Wittmann-Fresken befinden sich mit seinen Entwürfen zur kirchlichen Malerei im Diözesanmuseum Regensburg. Der Rahmenstuck ist neuzeitlich. Der Hochaltar und die beiden Seitenaltäre sind in neubarockem Stil. Der verzierte Tabernakel stammt aus der Franziskanerkirche in Amberg und entstand um das Jahr 1730.